# Le canzoni alla radio
Le canzoni alla radio è il diciannovesimo album del cantautore italiano Max Pezzali, quarta raccolta del cantante pavese, nono della sua carriera da solista.
È stato pubblicato il 17 novembre 2017 per festeggiare i suoi 25 anni di carriera.
Il 2 gennaio 2019 l'album è stato certificato disco d'oro per le oltre 25 000 copie vendute.

## Il disco
Il 18 ottobre 2017 il cantante annuncia attraverso i principali social network che celebrerà i 25 anni di carriera con la pubblicazione, il 17 novembre, dell'album Le canzoni alla radio. Esso contiene una selezione di brani di Pezzali sia da solista che con gli 883, sette inediti (tra cui il singolo omonimo e Duri da battere) e un nuovo remix del brano Tutto ciò che ho degli 883.

## Tracce
CD 1
1. Le canzoni alla radio (feat. feat. Nile Rodgers - Radio Edit) (inedito) – 3:54 (Max Pezzali)
2. Duri da battere (feat. feat. Nek & Francesco Renga - Radio Edit) (inedito) – 3:18 (Max Pezzali, Claudio Guidetti)
3. Un'estate ci salverà (inedito) – 3:19 (Max Pezzali, M. Carucci)
4. La vita con te (inedito) – 3:16 (Max Pezzali)
5. Il record (inedito) – 3:06 (Max Pezzali)
6. Il secolo giovane (inedito) – 3:05 (Max Pezzali)
7. Volume a 11 (inedito) – 3:37 (Max Pezzali)
8. Tutto ciò che ho (New Remix) – 4:16
9. L'universo tranne noi – 4:13
10. Sei fantastica (Radio Edit) – 3:18
11. Sempre noi (feat. J-Ax) – 4:32
12. Quello che comunemente noi chiamiamo amore (Radio Edit) – 4:27
13. Ritornerò – 3:53
14. Sei un mito (Radio Edit) – 4:27
15. Hanno ucciso l'Uomo Ragno – 4:12
16. Gli anni – 4:33
17. Nessun rimpianto – 4:21
18. Tieni il tempo (Radio Edit) – 3:02
19. Credi – 4:47

CD 2
1. Io ci sarò (Radio Edit) – 3:48
2. Eccoti (la storia più incredibile che conosco) (New 2005) – 4:03
3. La dura legge del gol – 4:58
4. La regola dell'amico – 4:04
5. Nord sud ovest est – 4:30
6. Come mai – 4:16
7. Una canzone d'amore – 5:32
8. Due anime (Radio Edit) – 3:27
9. Il mio secondo tempo – 3:56
10. Rotta x casa di Dio – 4:52
11. La regina del Celebrità (Radio Edit) – 3:21
12. Finalmente tu – 2:47
13. Bella vera – 3:34
14. Lo strano percorso – 4:11
15. Weekend – 3:47
16. Con un deca – 4:57
17. Nella notte (Molella Remix - Radio Edit) – 3:56
18. I cowboy non mollano – 4:13

## Classifiche
| Classifica (2017) | Posizione massima |
| ----------------- | ----------------- |
| Italia            | 3                 |